# 김종섭 (1980년)
김종섭(金宗燮, 1980년 4월 7일~)은 대한민국의 정치인이다. 제7·8대 울산광역시의원이다.

## 학력
- 울산대학교 일반대학원 석박사통합과정 수료(행정학 전공)

## 경력
- 여의도연구원 정책자문위원
- 자유한국당 중앙청년위원회 부위원장
- 2018년 7월 1일~2022년 6월 30일: 제7대 울산광역시의회 의원
- 국민의힘 울산시당 대변인
- 2022년 7월 1일~: 제8대 울산광역시의회 의원
  - 2024년 7월~: 제8대 울산광역시의회 후반기 부의장
- 2025년 5월 ~2025년 6월: 제21대 대통령 선거 국민의힘 김문수 대통령 후보 울산 선거대책위원회 선거대책본부장

## 역대 선거 결과
|  | 33.28% |

|  | 59.69% |